# Observatoire MMT
Pour les articles homonymes, voir MMT.
L'observatoire MMT (en anglais MMT Observatory ou MMTO) est un observatoire astronomique situé sur le site de l'observatoire Fred Lawrence Whipple (code observatoire UAI 696). L'observatoire Whipple est situé sur le Mont Hopkins (en) dans l'Arizona aux USA (55 km au sud de Tucson) dans les Santa Rita Mountains. L'observatoire est géré par l'université de l'Arizona et la Smithsonian Institution et possède un accueil du public dans la ville voisine d'Amado.
The MMTO abrite le MMT (anciennement Multiple Mirror Telescope), qui possède actuellement un miroir primaire de 6,5 m de diamètre. Le nom provient du fait que la collecte de la lumière du télescope était initialement faite par six miroirs plus petits avant que l'actuel miroir primaire ne soit installé. Le miroir actuel est remarquable car il est d'une conception légère en nid d'abeille réalisée par le Mirror Laboratory de l'observatoire Steward de l'université de l'Arizona.
Le MMT est également remarquable par son bâtiment inhabituel, qui ne ressemble pas du tout à un dôme d'observatoire typique. La forme particulière du bâtiment est conçue pour replier complètement les murs et le toit autour du télescope, lui permettant de refroidir très rapidement de façon à améliorer le seeing.

## Multiple Mirror Telescope

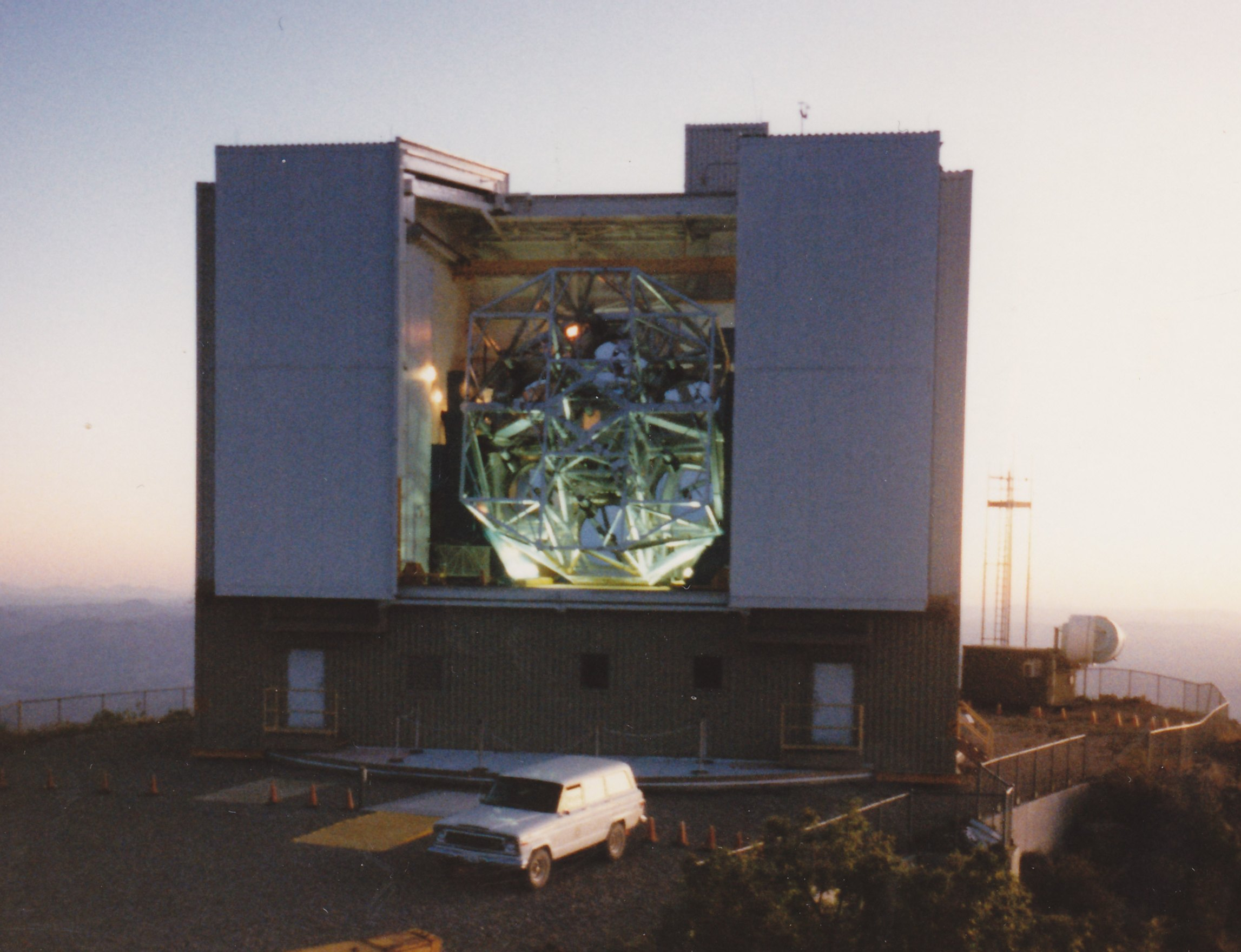
Coupole du MMT en 1981

Le MMT fonctionna entre 1979 et 1998 avec 6 miroirs, chacun d'un diamètre de 1,8 mètre, fournissant une surface de collecte équivalente à celle d'un télescope de 4,5 m, ce qui en fit le troisième plus grand télescope au monde lors de son inauguration. Il présentait des innovations de conception ambitieuses dont une conception optique inhabituelle proposée par Aden Meinel, un bâtiment tournant simultanément avec le télescope et une monture altazimutale.
À l'exception du Bolshoi Teleskop Azimutalnyi (BTA-6) et du télescope de 40 pieds de William Herschel, les grands télescopes optiques avant le MMT utilisaient des montures équatoriales. Le MMT apporta un changement majeur dans la conception des télescopes ; tous les grands télescopes optiques depuis le MMT ont été construits avec une monture azimutale. Plusieurs technologies inaugurées au MMT ont contribué au succès de la génération suivante de grands télescopes. Celles-ci comprenaient : des servomoteurs à grande vitesse pour la monture azimutale ; un pointage à très haute précision qui éliminait la nécessité de cartes du ciel ; l'alignement et la mise en phase de télescopes multiples ; l'amélioration des performances optiques en prêtant attention à l'environnement thermique de l'installation ; des contributions au dépôt sous vide des argentures, au nettoyage des optiques et la maintenance ; et des premiers essais d'optiques adaptatives co-phasées.

## Monolithic Mirror Telescope
Une des raisons à sa conception initiale à plusieurs miroirs provenait de la difficulté à couler de grands miroirs. Une solution à ce problème a été trouvée par Roger Angel de l'observatoire Steward qui coule les miroirs avec une structure en nid d'abeille à l'intérieur d'un four rotatif (en). Ceci rendit possible le remplacement des six miroirs par un unique miroir de 6,5 m. Le bâtiment d'origine et une partie de la structure ont pu être conservés. Le nouveau miroir fut coulé et poli au Richard F. Caris Mirror Lab (ex Steward Observatory Mirror Laboratory) de l'université de l'Arizona. C'était le premier miroir de 6,5 m coulé au SOML. Le nouveau MMT a été inauguré le 20 mai 2000.
Fin 2002, un nouveau miroir secondaire déformable a été ajouté au télescope. Tandis que les autres conceptions d'optique adaptative réalisent leurs corrections avec des miroirs additionnels, la minimisation du nombre de surfaces chaudes dans le trajet de la lumière donne de meilleurs résultats en infrarouge.